# Christian Neef

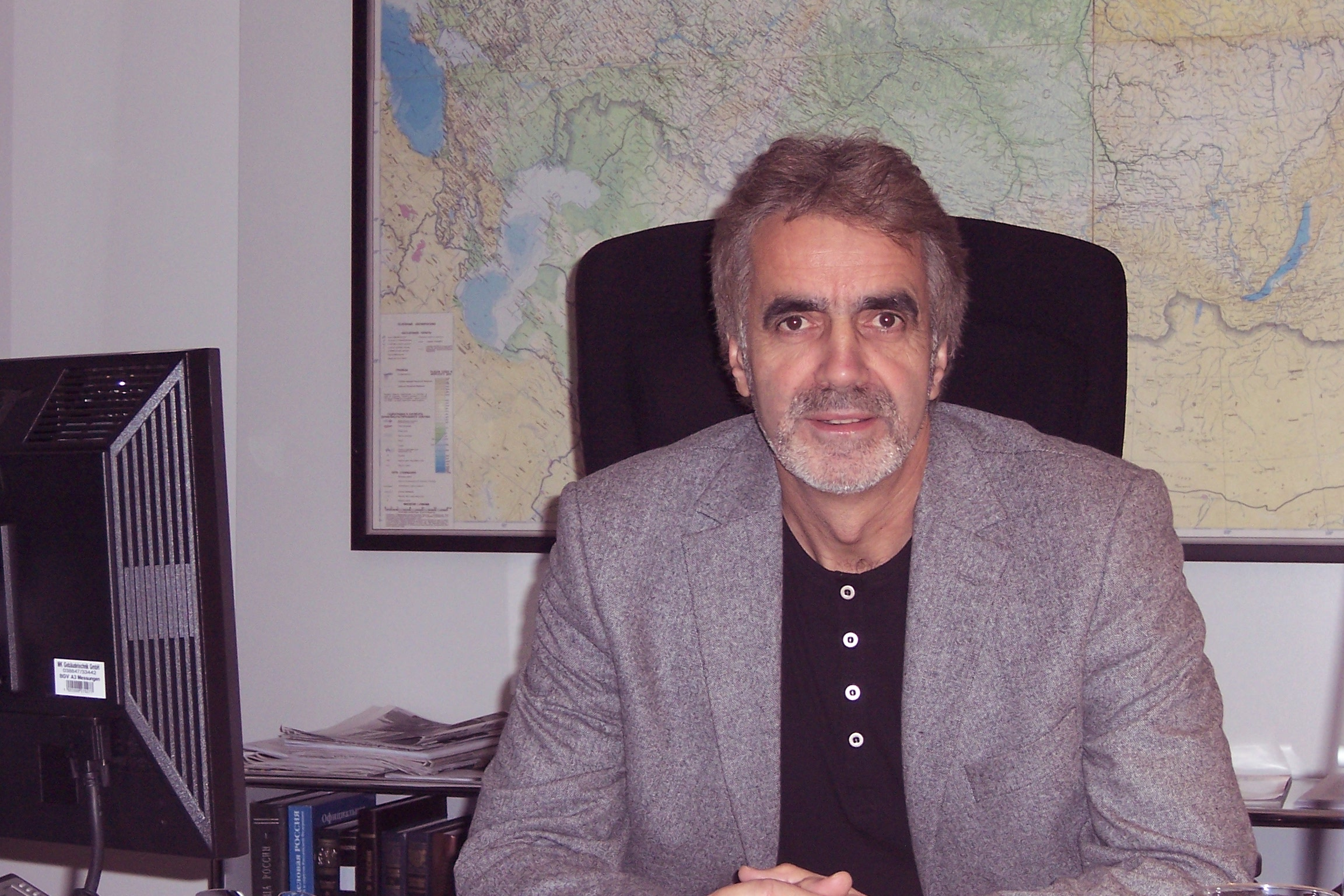
Christian Neef (2011)

Christian Neef (* 27. Januar 1952 in Perleberg) ist ein deutscher Journalist, der 26 Jahre für den Spiegel arbeitete, und Sachbuchautor. 2005 erhielt er den Henri-Nannen-Preis.

## Werdegang
Neef studierte von 1972 bis 1979 an der Karl-Marx-Universität Leipzig Journalistik und Geschichte. 1980 wurde er mit einer Dissertation zu Problemen der Differenzierung in der außenpolitischen Berichterstattung der SED-Presse zum Dr. rer. pol. promoviert. Von 1979 bis 1990 arbeitete er als außenpolitischer Journalist beim Rundfunk der DDR, für den er 1983 als Korrespondent nach Moskau ging. Dort wechselte er im April 1991 zum Nachrichtenmagazin Der Spiegel, für das er weitere fünf Jahre als Korrespondent in Russland blieb. 1996 ging Neef in die Hamburger Redaktion des Magazins, wo er im Auslandsressort arbeitete. Von 2003 bis 2012 war er stellvertretender Auslandsressortleiter des Spiegel, danach wurde er Autor des Blattes. Von 2014 bis 2017 arbeitete er erneut als Korrespondent in Moskau. Seine Schwerpunktgebiete sind die Berichterstattung aus Russland und den anderen ehemaligen Republiken der Sowjetunion, dem Kaukasus, Zentralasien und Osteuropa. Darüber hinaus bereist er seit 1987 regelmäßig Afghanistan. Er gilt als Experte für den Ukraine-Konflikt.
Neef veröffentlichte mehrere Bücher zur Politik und Geschichte Russlands.

## Auszeichnungen
- Henri-Nannen-Preis 2005 für Putins Ground Zero – Die Kinder von Beslan, zusammen mit Uwe Buse, Ullrich Fichtner, Mario Kaiser, Uwe Klußmann, Walter Mayr

## Veröffentlichungen
- Ein Land in Bewegung. Berichte zur Perestroika 1985–1989. Buchverlag Der Morgen, Berlin 1990, ISBN 3-371-00279-9
- Russland. Gesichter eines zerrissenen Landes. Aufbau-Verlag, Berlin 1995, ISBN 3-351-02438-X
- Der Kaukasus. Rußlands offene Wunde. Aufbau Taschenbuch Verlag, Berlin 1997, ISBN 3-7466-8503-6
- 01.09. Beslanskoje Dosje. Mit Uwe Buse, Ulrich Fichtner, Mario Kaiser, Uwe Klußmann, Walter Mayr. Verlag AdMarginem, Moskau 2005, ISBN 5-93321-106-0
- Ukraine. Land zwischen Ost und West. SPIEGEL-E-Book, Hamburg 2014, ISBN 978-3-87763-135-5
- Der Trompeter von Sankt Petersburg. Glanz und Untergang der Deutschen an der Newa. Siedler-Verlag, München 2019, ISBN 978-3-8275-0108-0
- Das Schattenregime. Wie der sowjetische Geheimdienst nach 1945 Deutschland terrorisierte. Propyläen Verlag, Berlin 2024, ISBN 978-3-549-10077-6 (auch Sonderausgabe für die Zentralen für politische Bildung)